# Крукс (лунный кратер)
Кратер Крукс (лат. Crookes) — крупный молодой ударный кратер в экваториальной области обратной стороны Луны. Название присвоено в честь английского химика и физика Уильяма Крукса (1832—1919) и утверждено Международным астрономическим союзом в 1970 г. Образование кратера относится к коперниковскому периоду.

## Описание кратера

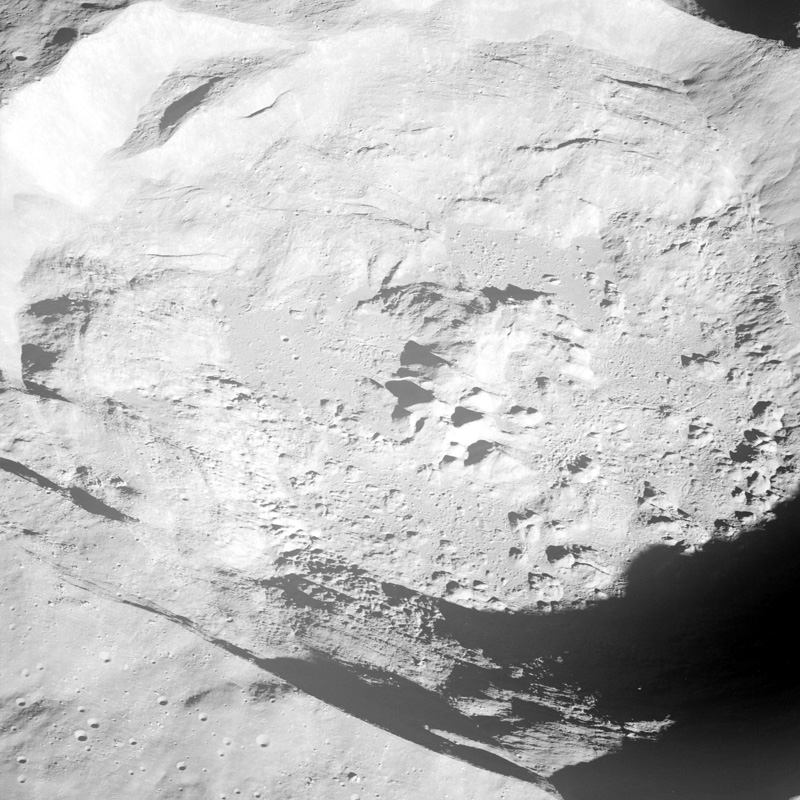
Чаша кратера Крукс. Снимок c борта Аполлона-8.

Ближайшими соседями кратера Крукс являются кратер Амичи на западе; кратер Икар на северо-западе; гигантский кратер Королёв на северо-востоке; кратер Доплер на востоке-юго-востоке и кратер Мак-Келлар на юго-западе. Селенографические координаты центра кратера 10°24′ ю. ш. 165°06′ з. д. / 10,4° ю. ш. 165,1° з. д., диаметр 48,3 км, глубина 2,3 км.

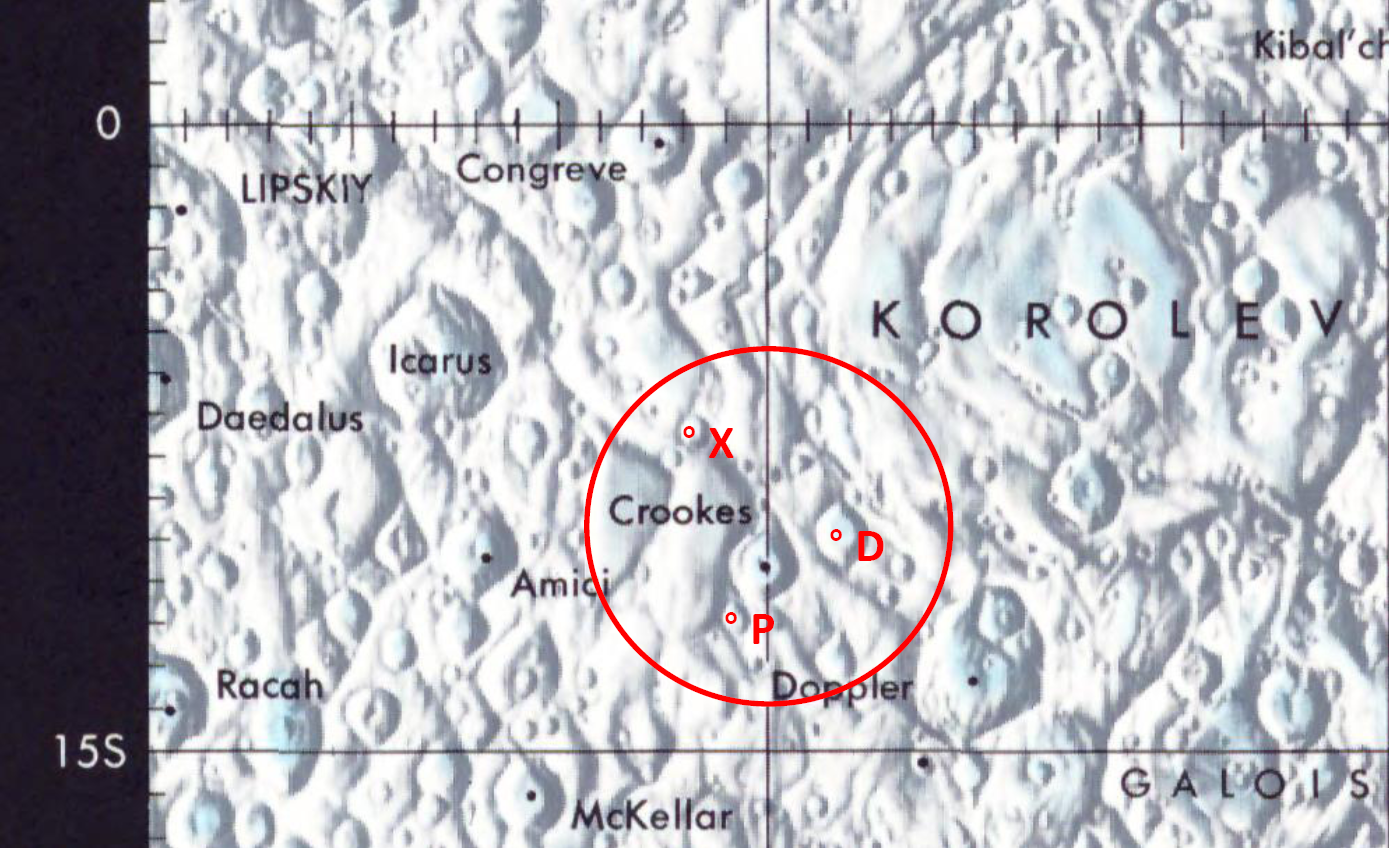
Окрестности кратера Крукс. Фрагмент карты LPC1.

Кратер Крукс имеет полигональную форму. Вал c четко очерченной острой кромкой и широким террасовидным внутренним склоном, у подножия которого видны следы обрушения пород. Высота вала над окружающей местностью достигает 1120 м, объем кратера составляет приблизительно 1900 км³. Дно чаши пересеченное, с множеством холмов. Имеется небольшой центральный пик несколько смещенный к востоку от центра чаши, состоящий из габбро-норито-троктолитового анортозита с содержанием плагиоклаза 85-90 % (GNTA1); габбро-норито-троктолитового анортозита с содержанием плагиоклаза 80-85 % (GNTA2) и анортозитового троктолита (AT). Альбедо чаши кратера сравнительно высокое по сравнению с другими подобными кратерами, что объясняется небольшим возрастом.
Породы выброшенные при образовании кратера Крукс лежат от внешнего склона вала на расстоянии приблизительно равном диаметру кратера. Далее начинается система лучей, центром которой является кратер Крукс, простирающаяся на расстояние нескольких сотен километров от центра кратера.

## Сателлитные кратеры
| Крукс | Координаты                                              | Диаметр, км |
| ----- | ------------------------------------------------------- | ----------- |
| D     | 9°36′ ю. ш. 163°17′ з. д. / 9,6° ю. ш. 163,28° з. д.    | 40,1        |
| P     | 11°38′ ю. ш. 165°41′ з. д. / 11,64° ю. ш. 165,68° з. д. | 20,4        |
| X     | 7°08′ ю. ш. 166°41′ з. д. / 7,13° ю. ш. 166,68° з. д.   | 22,5        |

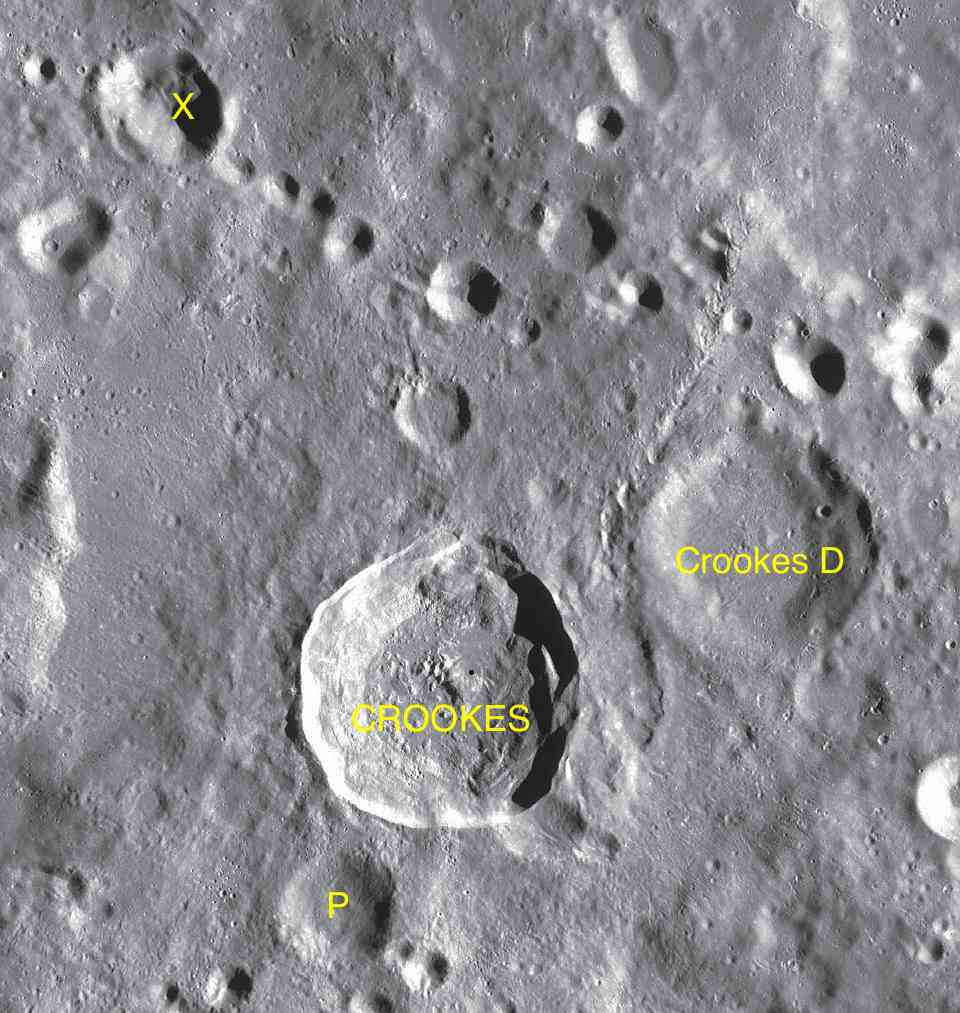
Фрагмент карты LAC-87.

- Образование сателлитного кратера Крукс D относится к нектарскому периоду[1].

## Галерея

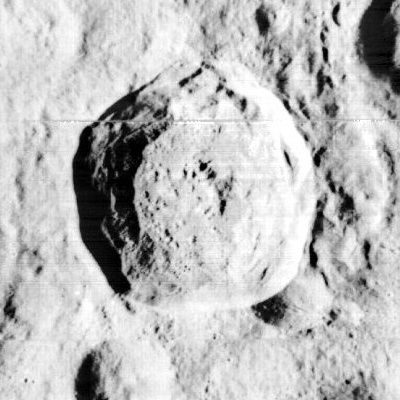
Снимок зонда Lunar Orbiter - I.
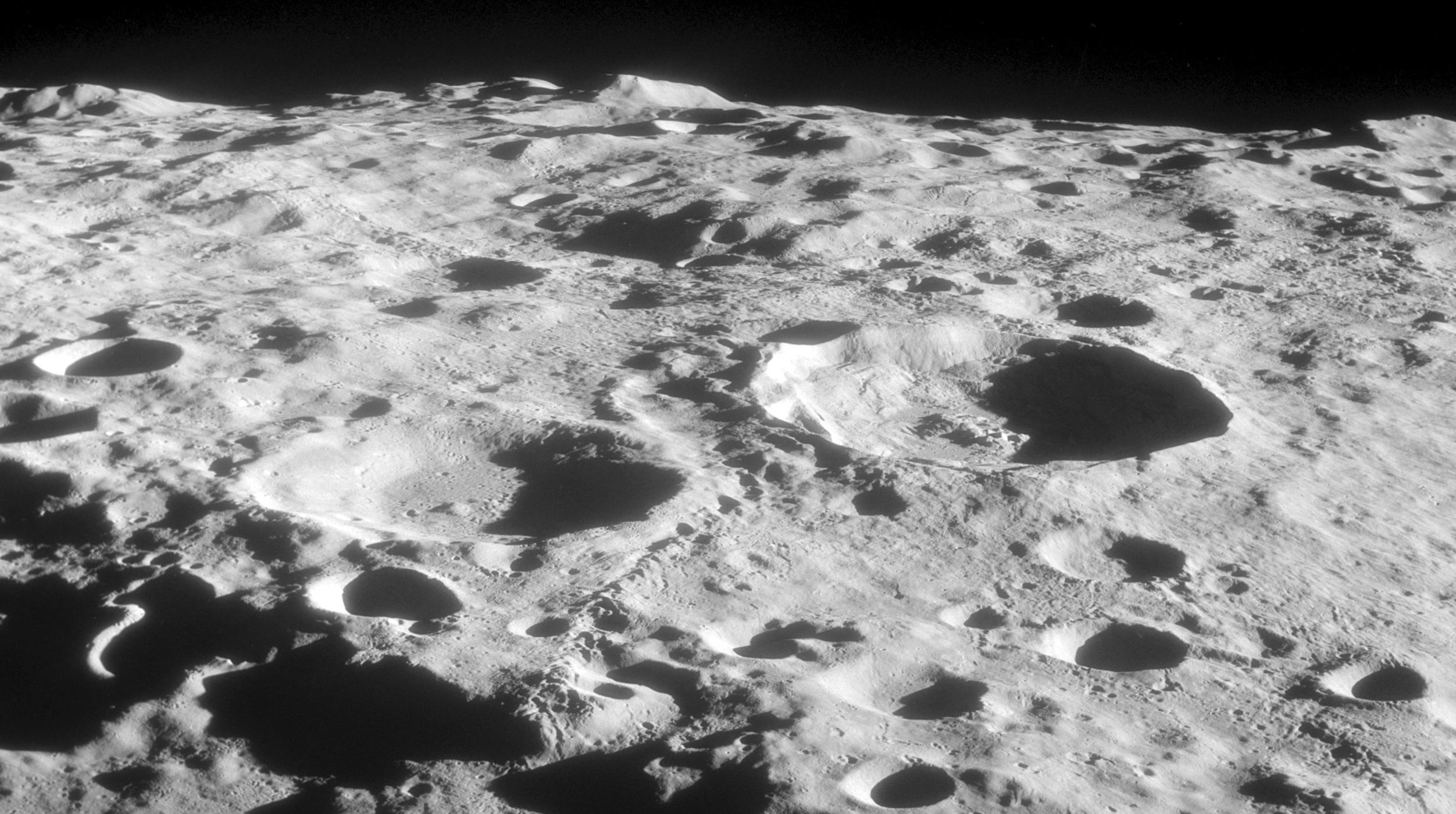
Снимок с борта Аполлона-11.

## См.также
- Список кратеров на Луне
- Лунный кратер
- Морфологический каталог кратеров Луны
- Планетная номенклатура
- Селенография
- Минералогия Луны
- Геология Луны
- Поздняя тяжёлая бомбардировка